# Archy Kirkwood
Archibald Johnstone Kirkwood, baron Kirkwood de Kirkhope, (né le 22 avril 1946) est un homme politique britannique, membre des libéraux démocrates. 

## Biographie
Kirkwood fait ses études à Cranhill Secondary School  à Cranhill, Glasgow et étudie la pharmacie à l'Université Heriot-Watt, obtenant un BSc en 1971. Il devient avocat chez Hawick et notaire. 
Kirkwood est député libéral démocrate de Roxburgh et du Berwickshire de 1983 à 2005. 
En 1986, il produit avec deux autres députés Simon Hughes et Michael Meadowcroft et la Ligue nationale des jeunes libéraux et d'autres cadres du parti le livret Across the Divide Liberal Values on Defence and Disarmament. C'est l'appel au rassemblement qui retourne la position du parti dans le débat sur la question d'une dissuasion nucléaire indépendante. 
Président de la commission parlementaire spéciale sur le travail et les pensions, Lord Kirkwood de Kirkhope, est inscrit au registre des intérêts de la Chambre des lords (session 2006-2007)  tant que président du comité consultatif de la clientèle Unum pour lequel il a reçu une rémunération. 
Kirkwood est fait chevalier dans les honneurs du nouvel an 2003. Le 10 juin 2005, il est créé baron Kirkwood de Kirkhope, de Kirkhope dans les Scottish Borders. Il se retire le 2 septembre 2020.
Il épouse Rosemary Chester le 30 décembre 1972. Ils ont un fils et une fille. 